# Mirisi, zlato i tamjan (roman)
Mirisi, zlato i tamjan, roman hrvatskog književnika Slobodana Novaka (1924. – 2016.) napisan 1967., a objavljen 1968. 
Jedan je od najcjenjenijih romana hrvatske književnosti uopće. Često se navodi kao primjer egzistencijalističke književnosti. Ispripovijedan je kroz monolog glavnog lika Maloga. On na neimenovanom otoku sa suprugom Dragom njeguje bolesnu staricu Madonu, kontesu koja je nekoć bila vlasnica većine otoka. Umirovljeni je intelektualac i invalid Drugog svjetskog rata. Predstavnik poslijeratne generacije malodušnika koji više ni u što ne vjeruje (V. Pavletić), Mali se kroz monologe obračunava s komunističkim i katoličkim ideologijama, izgubivši vjeru i sve iluzije.
Vrijeme radnje: Prosinac (od badnje večeri) i siječanj ( do sveta 3 kralja)
Prvo izdanje (1968.) je objavljeno u nakladi Matice hrvatske. Roman je doživio brojna reizdanja. Drugo izlazi već 1969. "Mirisi, zlato i tamjan" u prve dvije godine osvajaju najviša književna priznanja u tadašnjoj Jugoslaviji: Nagradu Matice hrvatske za najbolju knjigu proze, Nagradu Vladimir Nazor, NIN-ovu nagradu za roman godine i Nagradu kritike Večernjeg lista.
Po romanu je 1971. snimljen istoimeni film u režiji Ante Babaje. Nekoliko godina kasnije, u vrijeme kada je Teatar &TD vodio Vjeran Zuppa, redatelj Božidar Violić postavlja istoimenu kazališnu predstavu. Igrala je od 1974. do 1994. kao jedna od antologijskih i najdugovječnijih predstava hrvatskog teatra.